# Meløyvær
Meløyvær est une localité du comté de Troms, en Norvège.

## Géographie
Administrativement, Meløyvær fait partie de la kommune de Bjarkøy.